# Saint-Jouan-des-Guérets
Saint-Jouan-des-Guérets é uma comuna francesa na região administrativa da Bretanha, no departamento Ille-et-Vilaine. Estende-se por uma área de 9,25 km². Em 2010 a comuna tinha 2 739 habitantes (densidade: 296,1 hab./km²).